# Хольмберг, Карл
Карл Х. Хольмберг (швед. Carl H. Holmberg; 9 марта 1884, Мальмё — 1 декабря 1909, Мальмё) — шведский гимнаст, чемпион летних Олимпийских игр 1908 года.
На Играх 1908 года в Лондоне Хольмберг участвовал только в командном первенстве, в котором его сборная заняла первое место.